# Żyrzyn
Żyrzyn is een dorp in het Poolse woiwodschap Lublin, in het district Puławski. De plaats maakt deel uit van de gemeente Żyrzyn en telt 1400 inwoners.